# Sergei Natanovich Bernstein
Sergey Natanovich Bernstein (em russo:  Сергей Натанович Бернштейн; Odessa, 5 de março de 1880 — Moscou, 26 de outubro de 1968) foi um matemático soviético.
Sua tese de doutorado, defendida em 1904 na Sorbonne, resolveu o décimo-nono problema de Hilbert sobre a solução analítica de equações diferenciais elípticas. Publicou diversos trabalhos em teoria da probabilidade, fundamentos matemáticos da genética entre outros.

## Publicações
- S.N.Bernstein, Collected Works (em russo):
  - vol. 1, The Constructive Theory of Functions (1905-1930), traduzido para o inglês: Atomic Energy Commission, Springfield, Va, 1958
  - vol. 2, The Constructive Theory of Functions ((1931-1953)
  - vol. 3, Differential equations, calculus of variations and geometry (1903-1947)
  - vol. 4, Theory of Probability. Mathematical statistics (1911-1946)
- S.N.Bernstein, The Theory of Probabilities (Russo), Moscou, Leningrad, 1946
- Y.I.Lyubich, Bernstein algebras (Russo), Uspekhi Mat. Nauk, 1977